# Молочна вика
Молочна вика або астрагал ютський (Astragalus utahensis) — рослина роду астрагал, відома своїми яскравими рожево-фіолетовими квітками, щільними колоніями, білим листям і щільним волохатим стручкам.
Зустрічається уздовж гір Васатч міжгірського регіону США, від східного Айдахо до східної Юти і центральної Невади.
|  | Це незавершена стаття про бобові. Ви можете допомогти проєкту, виправивши або дописавши її. |